# 12758 Kabudari
12758 Kabudari eller 1993 SM3 är en asteroid i huvudbältet som upptäcktes den 22 september 1993 av den venezolanske astronomen Orlando A. Naranjo vid Observatorio Astronómico Nacional de Llano del Hato. Den är uppkallad efter Palavecino i Venezuela.
Asteroiden har en diameter på ungefär 8 kilometer och den tillhör asteroidgruppen Themis.